# 4 januari
4 januari is de 4de dag van het jaar in de gregoriaanse kalender. Hierna volgen nog 361 dagen (362 dagen in een schrikkeljaar) tot het einde van het jaar.

## Gebeurtenissen
- Algemeen
  - 1752 - Het V.O.C.-schip De Geldermalsen vergaat met zijn kostbare lading in de Zuid-Chinese zee.
  - 1957 - Elvis Presley wordt goedgekeurd voor militaire dienst.[1]
  - 2019 - Bij een brand in een escaperoom in de Poolse stad Koszalin vallen vijf doden (van vijftien jaar oud) en een gewonde. De brand is veroorzaakt door een gaslek.
  - 2024 - Een brand in een ziekenhuis in Uelzen (Duitsland) eist vijf doden en 21 gewonden.[2]

- Bouwkunst en architectuur
  - 2010 - De Burj Khalifa in Dubai, met 828 meter het hoogste gebouw ter wereld, wordt geopend.[1]

- Criminaliteit en veiligheid
  - 2024 - Bij een schietpartij op een school in Iowa (Verenigde Staten) valt een dode en vijf gewonden, onder hen het hoofd van de school. De verdachte wordt door de politie dood aangetroffen, in het bezit van twee wapens. Ook wordt er een zelfgemaakt explosief gevonden dat tijdig onschadelijk gemaakt kan worden.[3][4]

- Economie
  - 1983 - IJsland devalueert de kroon met 9 procent.
  - 2011 - Het Amerikaanse automerk Mercury wordt door eigenaar Ford Motor Company opgeheven.

- Media
  - 1947 - In Duitsland verschijnt de eerste editie van weekblad Der Spiegel.
  - 1964 - In het tv-programma Zo is het toevallig ook nog eens een keer wordt het onderdeel Beeldreligie uitgezonden. Met bijbelteksten wordt de verslaafde beeldbuiskijker een spiegel voorgehouden.
  - 1976 - De eerste aflevering van Sesamstraat wordt uitgezonden.[1][5]
  - 2001 - Het spel RuneScape wordt gelanceerd door Jagex.

- Oorlog
  - 46 v.Chr. - Het leger van Titus Labienus verslaat in de Slag bij Ruspina de troepen van Julius Caesar.
  - 1951 - China en Noord-Korea nemen de Zuid-Koreaanse hoofdstad Seoel in.[1]

- Politiek
  - 1884 - Oprichting van de Fabian Society, voorloper van de Britse Labour Party.
  - 1896 - Utah ratificeert de Grondwet van de Verenigde Staten en treedt toe tot de Unie als 45e staat.[1][6]
  - 1950 - De regering van Pakistan erkent de Chinese Volksrepubliek van Mao Zedong.
  - 1960 - Verdrag tot oprichting van de Europese Vrijhandelsassociatie (EVA) getekend te Stockholm.
  - 1982 - De militaire machthebbers in Ghana arresteren de afgezette president Hilla Limann.
  - 1983 - De 15-jarige prins Makhosetive van Swaziland wordt door de stamoudsten gekozen tot de nieuwe koning als opvolger van de in augustus 1982 overleden koning Subhuza. Tot zijn meerderjarigheid regeert de koningin-moeder.
  - 1991 - Zes Peruviaanse politiemannen worden gedood door rebellen van de maoïstische guerrillabeweging Lichtend Pad.
  - 1993 - De vroegere president van Litouwen, Vytautas Landsbergis, trekt zich terug als kandidaat voor de presidentsverkiezingen van 14 februari.
  - 2004 - Bij presidentsverkiezingen in Georgië wordt Micheil Saakasjvili met ruim 96% van de stemmen gekozen als president, nadat Edoeard Sjevardnadze op 23 november 2003 af moest treden als gevolg van de Rozenrevolutie.
  - 2017 - President Nicolás Maduro van Venezuela benoemt gouverneur Tareck El Aissami van de staat Aragua tot zijn vicepresident.
  - 2024 - Minister van Defensie van Israël, Yoav Gallant, presenteert een plan over wat er moet gebeuren met de Gazastrook na de oorlog met Hamas. Gallant vindt onder meer dat in het gebied Palestijnse organisaties de leiding moet krijgen en dat Israël vrijelijk in het gebied kan opereren om de veiligheid van het land te garanderen, maar dat in het gebied geen ruimte kan zijn voor Israëlische kolonisten. Het oorlogskabinet moet het plan eerst nog goedkeuren.[7]

- Religie
  - 275 - Paus Eutychianus volgt Felix I op als 27ste Paus van Rome.

- Sport
  - 1997 - Henk Angenent wint de 15e Elfstedentocht. Klasina Seinstra wint de vrouwenwedstrijd.[1]
  - 2008 - De wedstrijdorganisatie van de Dakar-rally maakt bekend dat de Dakar-rally editie 2008 niet doorgaat. Dit is de eerste keer in de geschiedenis van de wedstrijd dat deze niet doorgaat.
  - 2024 - De Nederlandse veldrijdster Fem van Empel wint de Duinencross in Koksijde (België) bij de vrouwen. Lucinda Brand wordt tweede en Ceylin del Carmen Alvarado finisht als derde en maakt daarmee het geheel Nederlandse erepodium compleet.[8]
  - 2024 - De Nederlandse veldrijder Mathieu van der Poel pakt de negende overwinning op rij door bij de mannen te zegevieren in Koksijde (België) bij de Duinencross. Zijn landgenoot Pim Ronhaar eist de tweede plaats voor zich op en de Belg Wout van Aert rijdt naar de derde plaats.[9]
- Wetenschap en technologie
  - 1863 - James L. Plimpton maakt zijn nieuwe vervoermiddel wereldkundig: de rolschaats.[1] Hij vraagt er meteen octrooi op aan.
  - 1958 - Spoetnik 1 valt na 92 dagen in de ruimte terug op aarde.
  - 1970 - De Amerikaanse ruimtevaartorganisatie NASA annuleert de voorgenomen Apollo 20 missie naar de maan.[10]
  - 1996 - General Motors lanceert een elektrische auto, de EV1.
  - 2024 - Lancering van een Falcon 9 raket van SpaceX vanaf Cape Canaveral Space Force Station Lanceercomplex 40 (SLC-40) voor de Ovzon-3 missie met de gelijknamige communicatiesatelliet van het Zweeds-Amerikaans bedrijf Ovzon.

## Geboren

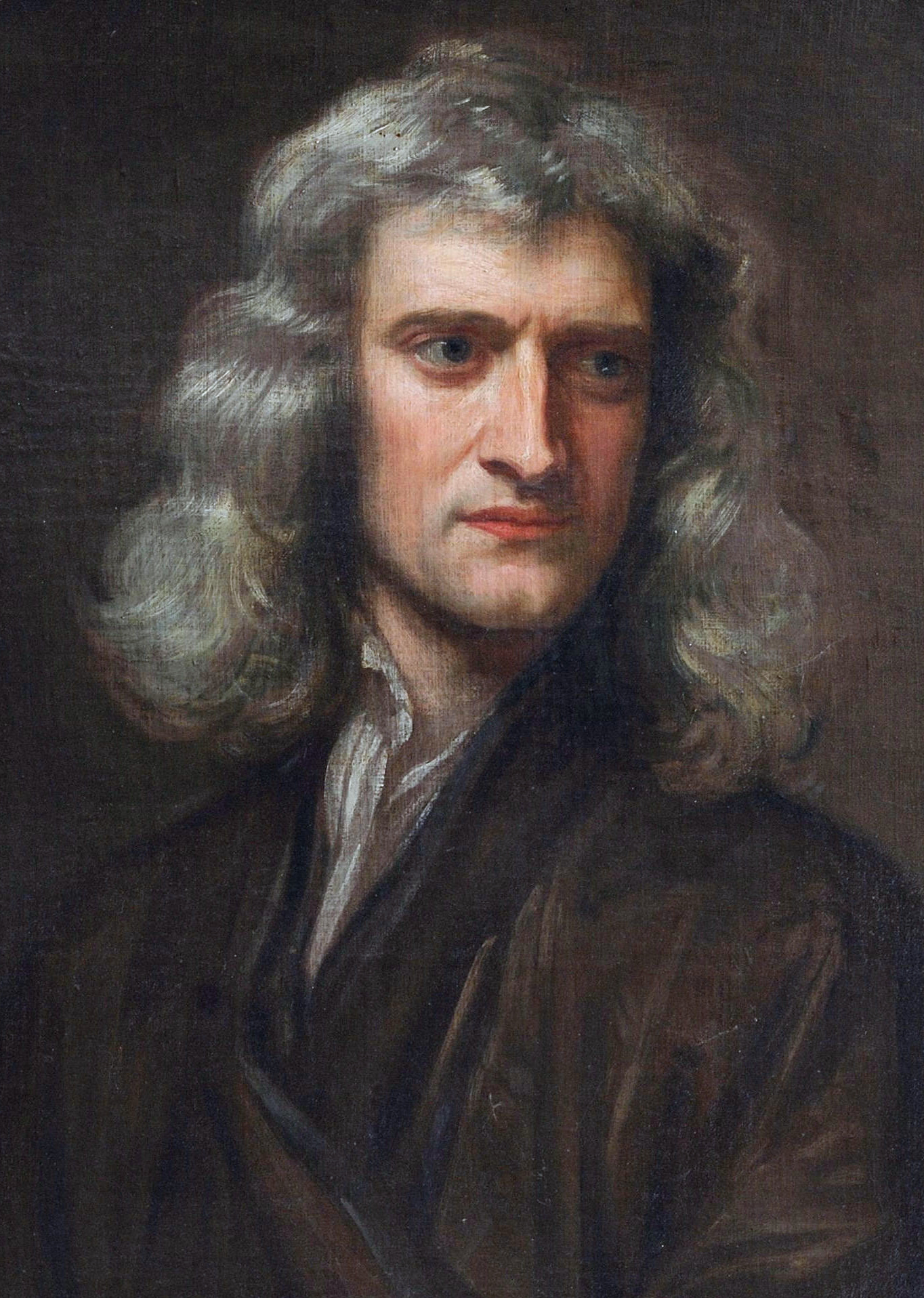
Isaac Newton
geboren in 1643

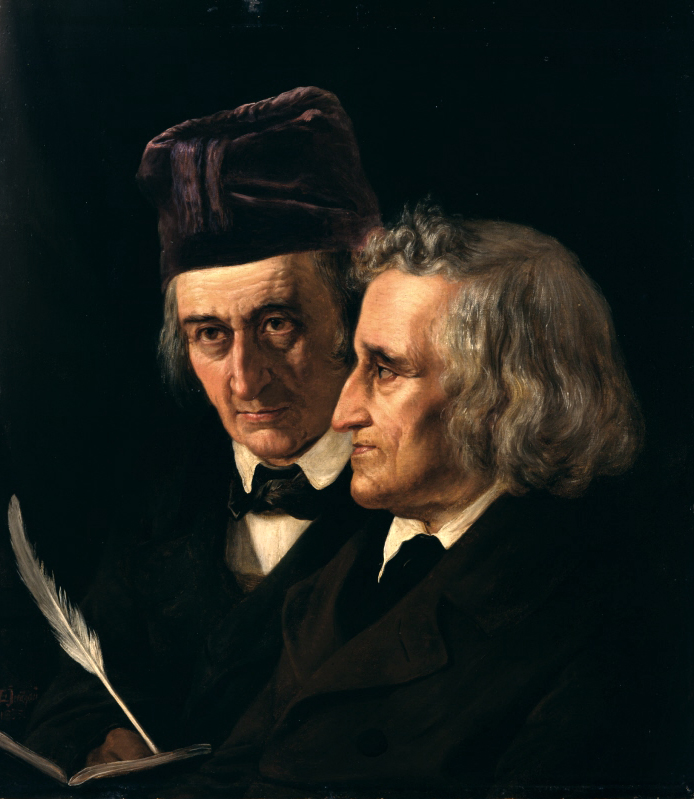
Jacob Grimm (rechts) (geboren in 1785) met zijn broer Wilhelm

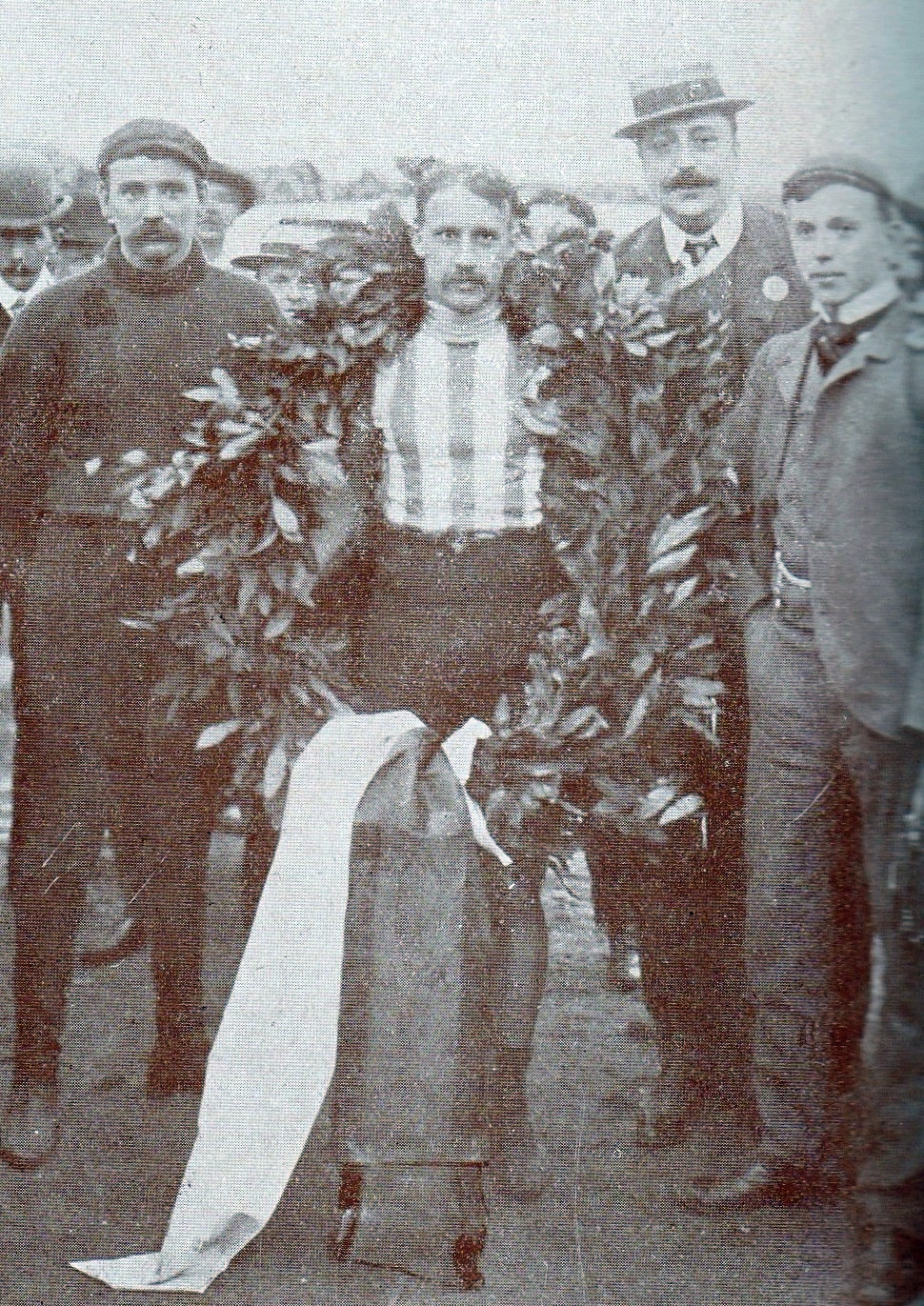
Piet Dickentman
geboren in 1879

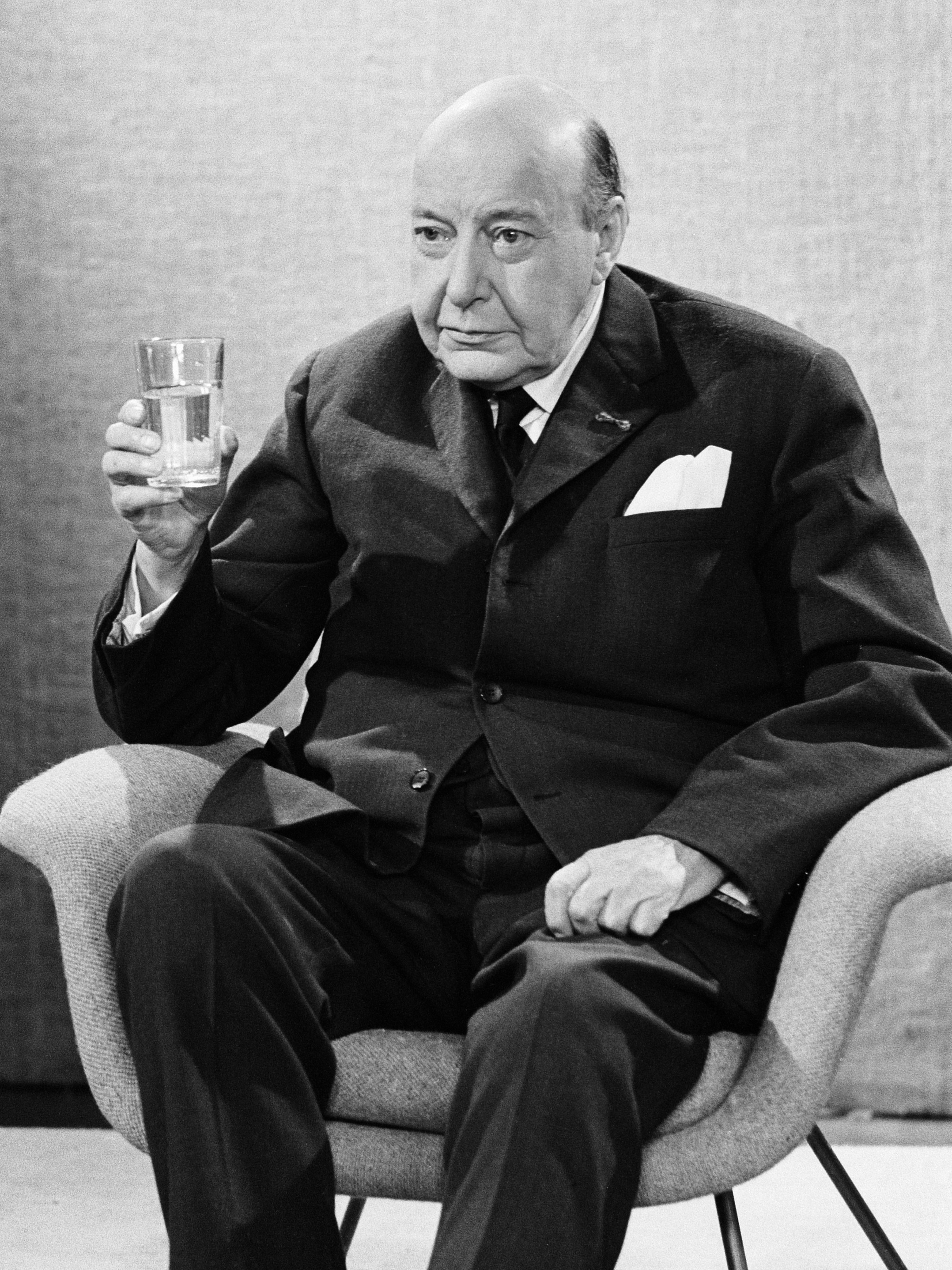
Albert van Dalsum
geboren in 1889

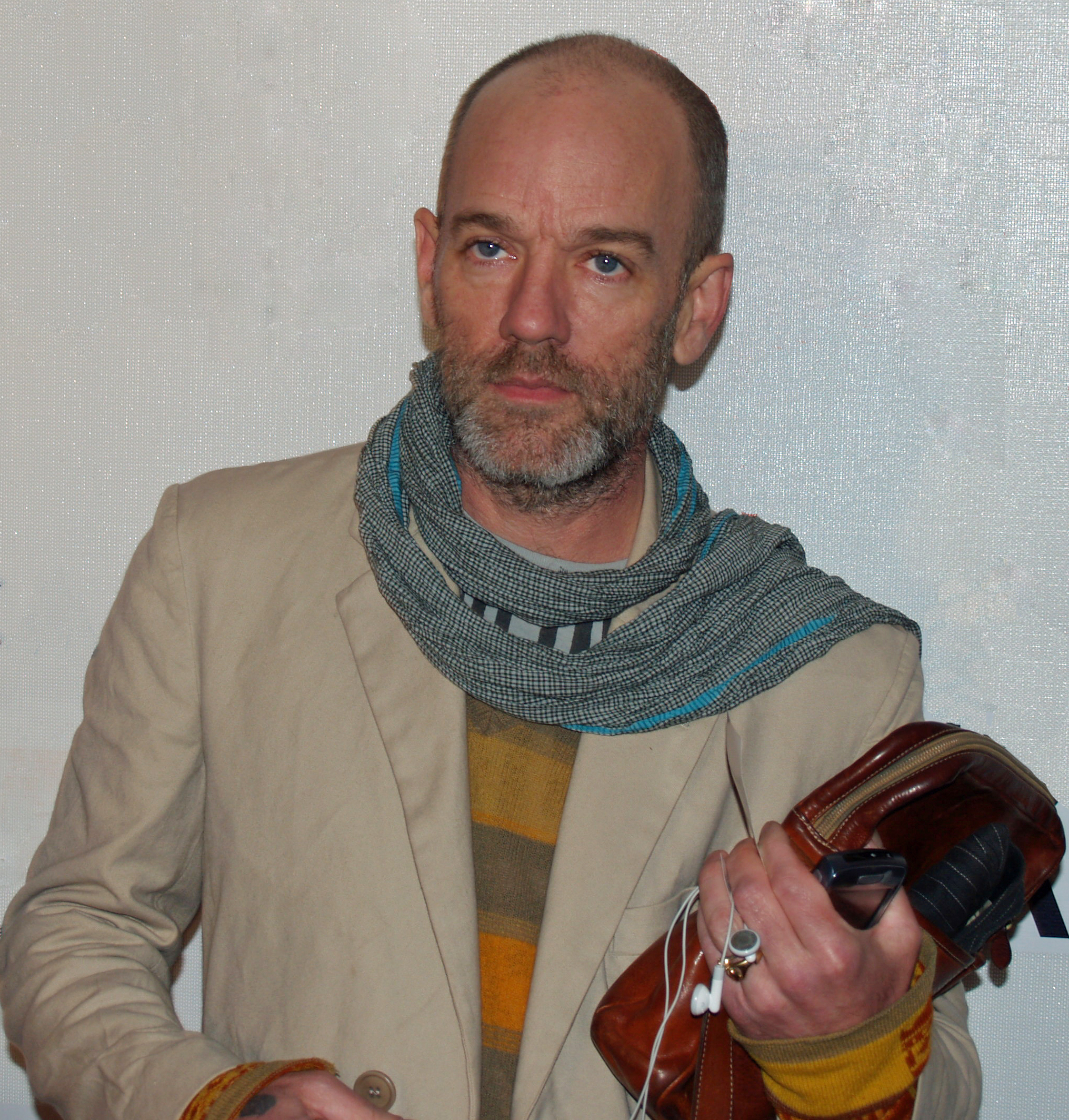
Michael Stipe
geboren in 1960

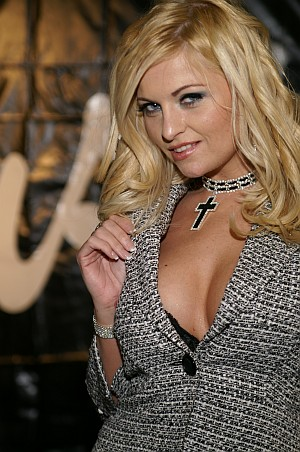
Bobbi Eden
geboren in 1980

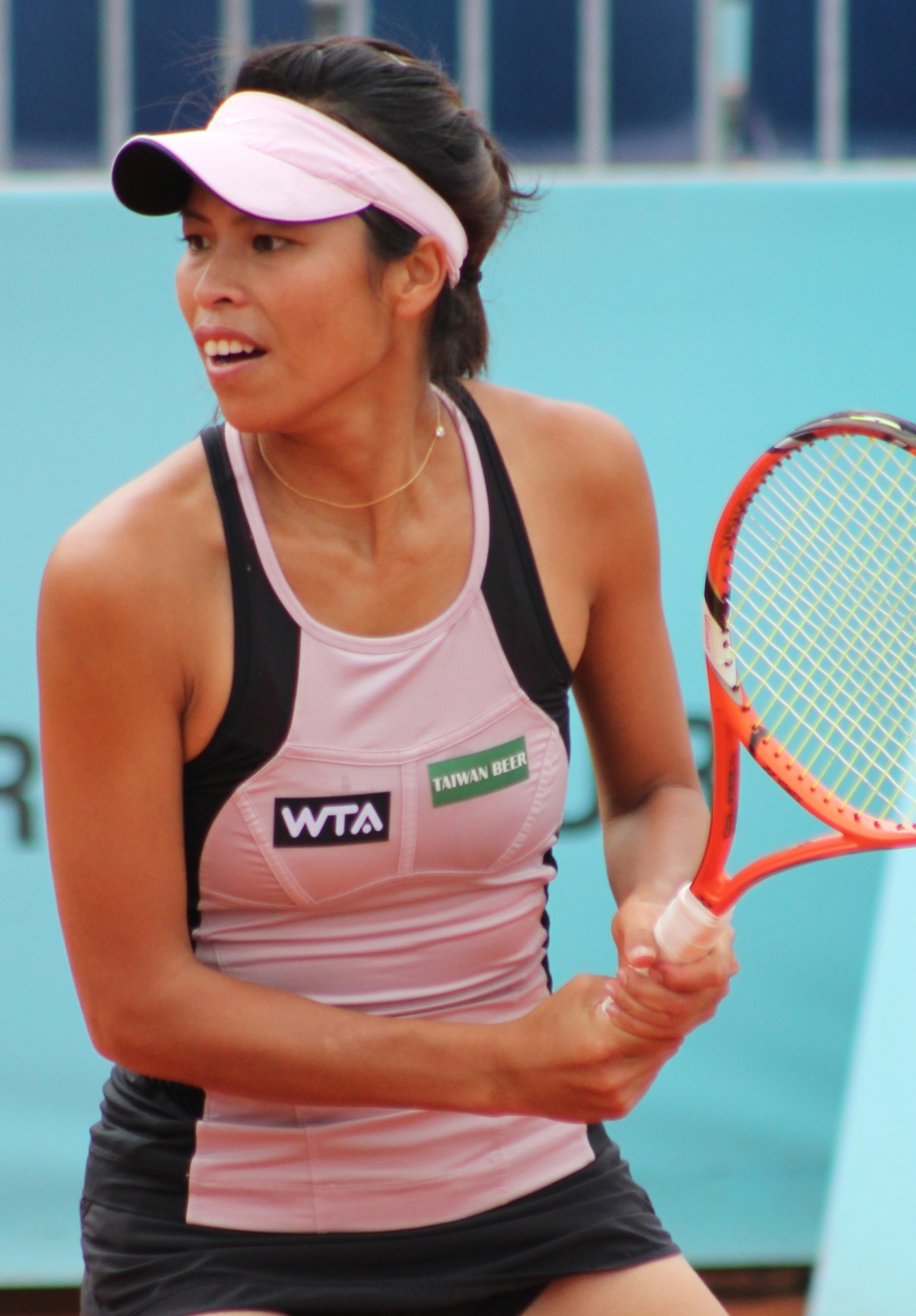
Hsieh Su-wei
geboren in 1986

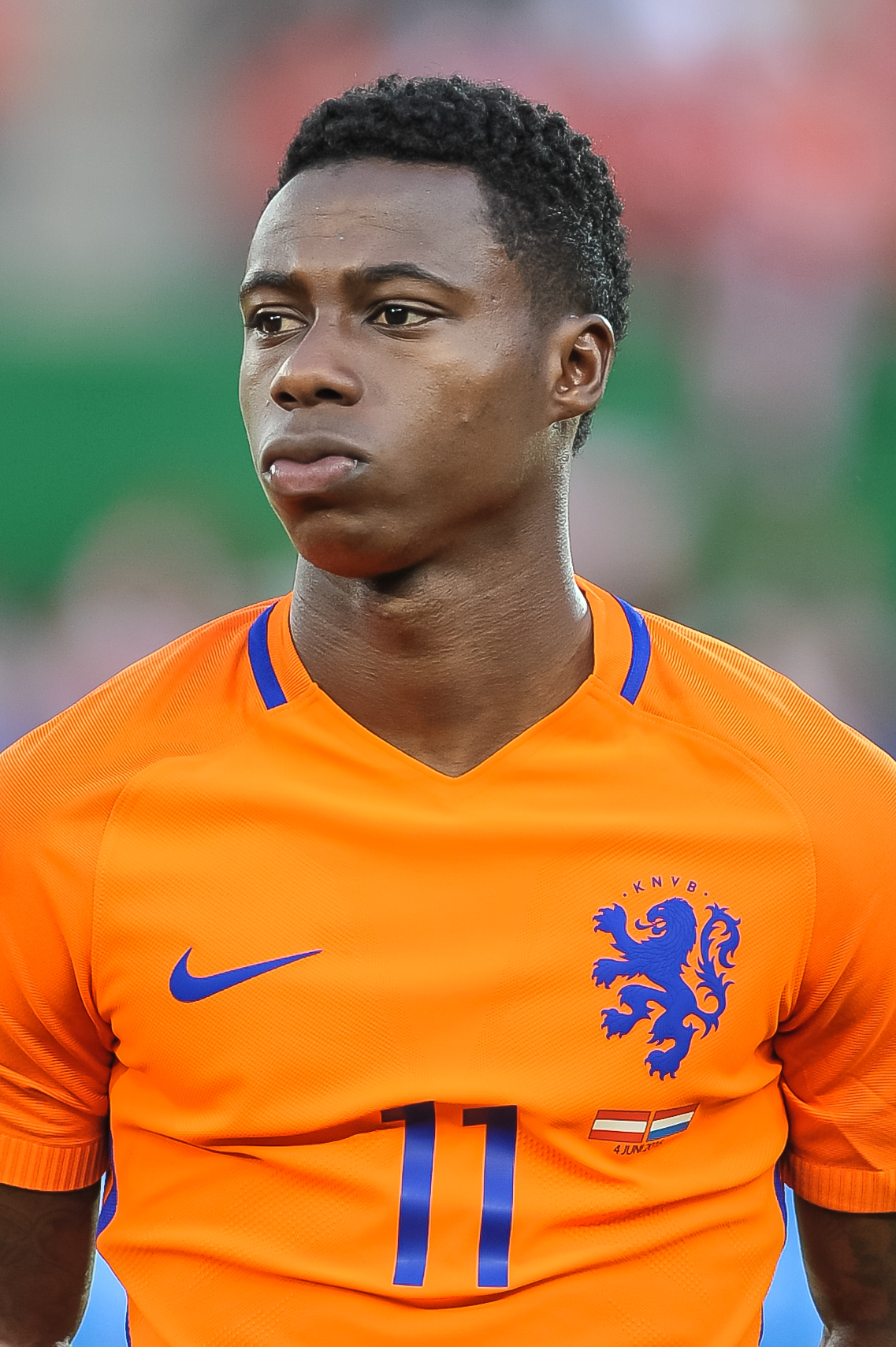
Quincy Promes
geboren in 1992

- 1341 - Wat Tyler, leider van de Engelse boerenopstand in 1381 (overleden 1381)
- 1581 - James Ussher, Iers anglicaans aartsbisschop (overleden 1656)
- 1643 - Isaac Newton, Brits natuurkundige, filosoof, wiskundige en alchemist (overleden 1727)
- 1710 - Giovanni Battista Pergolesi, Italiaans componist (overleden 1736)
- 1720 - Johann Friedrich Agricola, Duits componist (overleden 1774)
- 1766 - Arnoldus van Gennep, Nederlands politicus (overleden 1846)
- 1785 - Jacob Grimm, Duits taalkundige (overleden 1863)
- 1809 - Louis Braille, Frans uitvinder (overleden 1852)
- 1813 - Lodewijk Lucien Bonaparte, Frans taalkundige en politicus (overleden 1891)
- 1844 - Thomas H. Rollinson, Amerikaans componist, dirigent en cornettist (overleden 1928)
- 1846 - Edward Hibberd Johnson, Amerikaans uitvinder (overleden 1917)
- 1866 - Ernest Mangnall, Engels voetbalcoach (overleden 1932)
- 1872 - Albert Tyler, Amerikaans polsstokhoogspringer (overleden 1945)
- 1874 - Josef Suk, Boheems componist (overleden 1935)
- 1879 - Piet Dickentman, Nederlands wielrenner (overleden 1950)
- 1881 - Wilhelm Lehmbruck, Duits expressionistisch kunstenaar (overleden 1919)
- 1886 - Willi Zincke, Duits voetballer (overleden 1957)
- 1889 - Albert van Dalsum, Nederlands acteur, toneelleider en kunstschilder (overleden 1971)
- 1890 - Victor Lustig, Boheems oplichter (overleden 1947)
- 1890 - Pierre Nijs, Belgisch waterpoloër (overleden 1939)
- 1893 - Yone Minagawa, Japans (bij leven) oudste persoon ter wereld (overleden 2007)
- 1893 - Manuel Palau Boix, Spaans componist en dirigent (overleden 1967)
- 1896 - André Masson, Frans schilder (overleden 1987)
- 1896 - Hendrik Mulderije, Nederlands politicus (overleden 1970)
- 1900 - James Bond, Amerikaans ornitholoog (overleden 1989)
- 1901 - Marian Spoida, Pools voetballer (overleden 1940)
- 1903 - Georg Elser, Duits meubelmaker en verzetsstrijder (overleden 1945)
- 1905 - Sterling Holloway, Amerikaans stemacteur (overleden 1992)
- 1906 - Margel Hinder, Amerikaans-Australisch beeldhouwer (overleden 1995)
- 1907 - Aart Romijn, Nederlands schrijver (overleden 1996)
- 1913 - Fred Degazon, eerste president van Dominica (overleden 2008)
- 1913 - Malietoa Tanumafili II, staatshoofd van Samoa (overleden 2007)
- 1915 - Meg Mundy, Brits-Amerikaans actrice (overleden 2016)
- 1918 - Jan Potharst, Nederlands voetballer en sportbestuurder (overleden 2008)
- 1922 - Luigi de Filippis, Italiaans autocoureur
- 1922 - Mart Port, Estisch architect (overleden 2012)
- 1922 - Doreen Valiente, Engels wicca (natuurheks) (overleden 1999)
- 1923 - Ricardo Puno sr., Filipijns jurist en politicus (overleden 2018)
- 1924 - Walter Ris, Amerikaans zwemmer (overleden 1989)
- 1924 - Marianne Werner, Duits atlete (overleden 2023)
- 1925 - Veikko Hakulinen, Fins biatleet en langlaufer (overleden 2003)
- 1925 - Jaap Hofland, Nederlands musicus en arrangeur (overleden 1986)
- 1925 - Roger Lenaers, Belgisch jezuïet (overleden 2021)
- 1926 - Don Arden, Engels artiestenmanager (overleden 2007)
- 1926 - Margareta Niculescu, Roemeens poppenspeler, regisseur en theatercriticus (overleden 2018)
- 1926 - Theo Timmermans, Nederlands voetballer (overleden 1995)
- 1926 - Joop den Tonkelaar, Nederlands weerman (overleden 2001)
- 1929 - Amitai Etzioni (Werner Falk), Israëlisch-Amerikaans socioloog (overleden 2023)
- 1929 - Wilhelm Herman Daniël Quarles van Ufford, Nederlands burgemeester (overleden 2017)
- 1929 - Günter Schabowski, Oost-Duits politicus (overleden 2015)
- 1930 - Menato Boffa, Italiaans autocoureur (overleden 1996)
- 1930 - Jannie de Groot, Nederlands zwemster (overleden 2011)
- 1931 - Guido Messina, Italiaans wielrenner (overleden 2020)
- 1931 - Cleopa Msuya, Tanzaniaans politicus (overleden 2025)
- 1932 - John Emery, Canadees bobsleeremmer (overleden 2022)
- 1932 - Carlos Saura, Spaans filmregisseur (overleden 2023)
- 1933 - Fernand Handtpoorter, Belgisch dichter en (toneel)schrijver (overleden 2007)
- 1933 - Ilia II, geestelijk leider Georgisch-orthodoxe Kerk
- 1934 - Rudolf Schuster, Slowaaks president
- 1934 - Zoerab Tsereteli, Georgisch-Russisch kunstenaar (overleden 2025)
- 1935 - Floyd Patterson, Amerikaans bokser (overleden 2006)
- 1935 - Toru Terasawa, Japans atleet
- 1936 - Gianni Vattimo, Italiaans filosoof en politicus (overleden 2023)
- 1937 - Grace Bumbry, Amerikaans operazangeres (overleden 2023)
- 1937 - Dyan Cannon, Amerikaans actrice, regisseur, producer, scenarioschrijver en filmmonteur
- 1939 - Jens Jørgen Hansen, Deens voetballer en voetbaltrainer (overleden 2022)
- 1939 - Igor Tsjislenko, Sovjet-voetballer (overleden 1994)
- 1940 - Helmut Jahn, Amerikaans architect (overleden 2021)
- 1940 - Brian Josephson, Brits natuurkundige en Nobelprijswinnaar
- 1940 - Ramón Sáez, Spaans wielrenner (overleden 2013)
- 1940 - Léon Semmeling, Belgisch voetballer (overleden 2024)
- 1940 - Gao Xingjian, Chinees schrijver en Nobelprijswinnaar
- 1941 - Bernard Adams, Belgisch wielrenner
- 1941 - Thijs Libregts, Nederlands voetbaltrainer
- 1942 - Ypke Gietema, Nederlands politicus (overleden 2013)
- 1943 - Hans Blom, Nederlands historicus (NIOD)
- 1944 - Narciso Doval, Argentijns voetballer (overleden 1991)
- 1945 - Jean Bessems, Nederlands biljarter
- 1945 - Vesa-Matti Loiri, Fins acteur, muzikant en komiek (overleden 2022)
- 1945 - Peter de Rijcke, Nederlands kunstschilder (overleden 2022)
- 1945 - Richard Schrock, Amerikaans scheikundige en Nobelprijswinnaar
- 1945 - Pien Storm van Leeuwen, Nederlands beeldend kunstenares en dichteres (overleden 2020)
- 1947 - Bert Eikelboom, Nederlands vaatchirurg (overleden 2018)
- 1949 - Mick Mills, Engels voetballer
- 1950 - Wout Pennings, Nederlands gitarist (overleden 2014)
- 1950 - Anton Plate, Duits componist en dirigent (overleden 2023)
- 1951 - Bob Black, Amerikaans anarchist en jurist
- 1952 - Pierre Labouverie, Belgisch diplomaat
- 1953 - René Bernards, Nederlands biomedisch geneticus en hoogleraar
- 1954 - Angelo De Donatis, Italiaans kardinaal
- 1954 - Jo Gartner, Oostenrijks autocoureur (overleden 1986)
- 1954 - Dick Van Gelder, Belgisch live-dj
- 1954 - Juha Helin, Fins voetballer
- 1954 - Tina Knowles, Amerikaans modeontwerpster
- 1955 - Mark Hollis, Brits componist, muzikant en zanger-liedschrijver (overleden 2019)
- 1956 - Corina Casanova, Zwitsers bondskanselier
- 1956 - Bernard Sumner, Brits gitarist (Joy Division en New Order)
- 1957 - Alan Carpenter, 28e premier van West-Australië
- 1957 - Eric Goyvaerts, Belgisch weerman
- 1957 - Rafael Nantes, Filipijns politicus (overleden 2010)
- 1958 - Werner Luginbühl, Zwitsers politicus
- 1958 - Julian Sands, Brits acteur (overleden 2023)
- 1959 - Suzanne Römer, Curaçaos politica
- 1959 - Vanity (Denise Matthews), Canadees zangeres en actrice (overleden 2016)
- 1960 - Fred Delfgaauw, Nederlands theatermaker en stemacteur
- 1960 - Peter Soetewey, Belgisch atleet
- 1960 - Michael Stipe, Amerikaans zanger
- 1961 - Graham McTavish, Schots televisie-, film- en stemacteur
- 1962 - Joost van Bellen, Nederlands dj en party-organisator
- 1962 - Heinz Imboden, Zwitsers wielrenner
- 1962 - Jacques Monasch, Nederlands politicus
- 1962 - André Rouvoet, Nederlands politicus en minister
- 1962 - Peter Steele, Amerikaans zanger (Type O Negative) (overleden 2010)
- 1963 - Elles de Bruin, Nederlands journalist, presentator en programmamaker
- 1963 - Philip Dickmans, Belgisch bisschop van het Braziliaanse Miracema do Tocantins
- 1963 - Dave Foley, Canadees-Amerikaans acteur
- 1963 - Till Lindemann, Duits zanger
- 1963 - May-Britt Moser, Noors psycholoog
- 1963 - Théo Scholten, Luxemburgs voetballer
- 1963 - Jelena Valova, Russisch kunstschaatsster
- 1964 - David Bowe, Amerikaans acteur
- 1964 - Aleksandr Fadejev, Russisch kunstschaatser
- 1965 - Kléber Fajardo, Ecuadoraans voetballer
- 1965 - Guy Forget, Frans tennisser
- 1965 - Beth Gibbons, Engels zangeres
- 1965 - Julia Ormond, Engels actrice
- 1966 - Mirjam Hooman-Kloppenburg, Nederlands tafeltennisster
- 1966 - Christian Kern, Oostenrijks politicus
- 1967 - Bent Christensen, Deens voetballer
- 1967 - Erik Schoefs, Belgisch wielrenner
- 1968 - Mario Ferraris, Italiaans autocoureur en teameigenaar
- 1968 - Michihiro Tsuruta, Japans voetballer
- 1969 - Kees van Wonderen, Nederlands voetballer
- 1970 - Chris Kanyon, Amerikaans professioneel worstelaar (overleden 2010)
- 1970 - Raúl Noriega, Ecuadoraans voetballer
- 1971 - Richie Hearn, Amerikaans autocoureur
- 1971 - Junichi Kakizaki, Japans beeldhouwer en bloemschikker
- 1971 - Alan McLaren, Schots voetballer
- 1971 - Ionnis Nikolaidis, Grieks schaker
- 1971 - Peter Post, Nederlands acteur
- 1972 - Marinus Dijkhuizen, Nederlands voetballer en voetbaltrainer
- 1972 - Roch Gérard, Belgisch voetballer
- 1972 - Charlotte Hudson, Brits presentatrice
- 1973 - Frank Høj, Deens wielrenner
- 1974 - Giorgio Contini, Zwitsers voetballer en voetbalcoach
- 1974 - Danilo Hondo, Duits wielrenner
- 1974 - Roel C. Verburg, Nederlands cabaretier, stand-upcomedian en singer/songwriter
- 1974 - Armin Zöggeler, Italiaans rodelaar
- 1975 - Dan Beery, Amerikaans roeier
- 1975 - Sandra Kiriasis, Duits bobsleester
- 1976 - Joeri Metloesjenko, Oekraïens wielrenner
- 1977 - Jonathan Cochet, Frans autocoureur
- 1977 - David Millar, Schots wielrenner
- 1977 - Gladys Willems, Belgisch boogschutter
- 1978 - Dominik Hrbatý, Slowaaks tennisser
- 1978 - Karine Ruby, Frans snowboardster (overleden 2009)
- 1979 - Julie Ditty, Amerikaans tennisspeelster (overleden 2021)
- 1979 - Salvatore Scamardella, Italiaans wielrenner
- 1979 - Samantha Sloyan, Amerikaans actrice
- 1980 - Bobbi Eden, Nederlands pornoactrice
- 1980 - Tristan Gommendy, Frans autocoureur
- 1980 - Jaroslav Popovytsj, Oekraïens wielrenner
- 1981 - Arya Babbar, Indiaas acteur
- 1981 - Silvy De Bie, Belgisch zangeres
- 1982 - Mélanie Cohl, Belgisch zangeres
- 1982 - Christopher Felgate, Zimbabwaans triatleet
- 1982 - Bernhard Kohl, Oostenrijks wielrenner
- 1982 - Tomislav Mikulić, Kroatisch voetballer
- 1982 - Anouk van Schie, Nederlands zangeres
- 1983 - Kerry Condon, Iers actrice
- 1983 - Olof Guterstam, Zweeds voetballer
- 1983 - Vít Valenta, Tsjechisch voetballer
- 1984 - Francisco Martos, Spaans voetballer
- 1985 - Kari Aalvik Grimsbø, Noors handbalkeepster
- 1985 - Fernando Rees, Braziliaans autocoureur
- 1985 - Réver, Braziliaans voetballer
- 1985 - Antar Zerguelaine, Algerijns atleet
- 1986 - Birsen Basar, Nederlands-Turks schrijfster
- 1986 - Eva Ganizate, Frans operazangeres (overleden 2014)
- 1986 - Hsieh Su-wei, Taiwanees tennisster
- 1986 - Andrej Krawtsjanka, Wit-Russisch atleet
- 1986 - Maria Lamb, Amerikaans langebaanschaatsster
- 1986 - James Milner, Engels voetballer
- 1987 - Przemysław Tytoń, Pools voetballer
- 1987 - Danny Simpson, Engels voetballer
- 1988 - Justine Desondre, Belgisch atlete
- 1988 - Michail Gratsjov, Russisch autocoureur
- 1988 - Maksym Pasjajev, Oekraïens voetballer (overleden 2008)
- 1988 - Toto Tamuz, Israëlisch-Nigeriaans voetballer
- 1989 - Labrinth, Brits rapper
- 1989 - Richard Murray, Zuid-Afrikaans triatleet
- 1989 - Wiljan Pluim, Nederlands voetballer
- 1989 - Graham Rahal, Amerikaans autocoureur
- 1989 - Julius Yego, Keniaans atleet
- 1990 - Björn Åkesson, Zweeds golfer
- 1990 - Renan Felipe Boufleur, Braziliaans voetballer
- 1990 - Jochem Jansen, Nederlands voetballer
- 1990 - Toni Kroos, Duits voetballer
- 1990 - Alberto Paloschi, Italiaans voetballer
- 1991 - Pascal Bodmer, Duits schansspringer
- 1992 - Sabin Merino, Spaans voetballer
- 1992 - Quincy Promes, Nederlands voetballer
- 1993 - Wessel Broekhuis, Nederlands schrijver en zanger
- 1993 - Denis Dupont, Belgisch autocoureur
- 1994 - Zoe Aggeliki, Zweeds-Grieks-Frans model en actrice
- 1994 - Viktor Axelsen, Deens badmintonner
- 1995 - Kaja Grobelna, Belgisch volleybalster
- 1995 - Maddie Hasson, Amerikaans actrice
- 1995 - María Isabel, Spaans zangeres
- 1995 - Miguel Oliveira, Portugees motorcoureur
- 1996 - Nico Hernández, Amerikaans bokser
- 1996 - Jasmine Paolini, Italiaans tennisster
- 1997 - Angeliño, Spaans voetballer
- 1997 - Gino Mäder, Zwitsers wielrenner (overleden 2023)
- 1998 - Klara Jazbec, Sloveens zangeres
- 1999 - Jan-Niklas Beste, Duits voetballer
- 1999 - Petru Florescu, Roemeens autocoureur
- 1999 - Lina Hernández, Colombiaans baanwielrenster
- 1999 - Zac Stubblety-Cook, Australisch zwemmer
- 2001 - Maëlle, Frans zangeres
- 2001 - Veronika Stepanova, Russisch langlaufster
- 2002 - Rene Hofer, Oostenrijks motorcrosser (overleden 2021)
- 2004 - Carlos Baleba, Kameroens voetballer
- 2004 - Peyton Kennedy, Canadees actrice
- 2004 - Fleur Stoit, Nederlands voetbalster
- 2005 - Rob Dillingham, Amerikaans basketballer
- 2006 - Ayoub Oufkir, Nederlands voetballer
- 2008 - Rayssa Leal, Braziliaans skateboardster

## Overleden

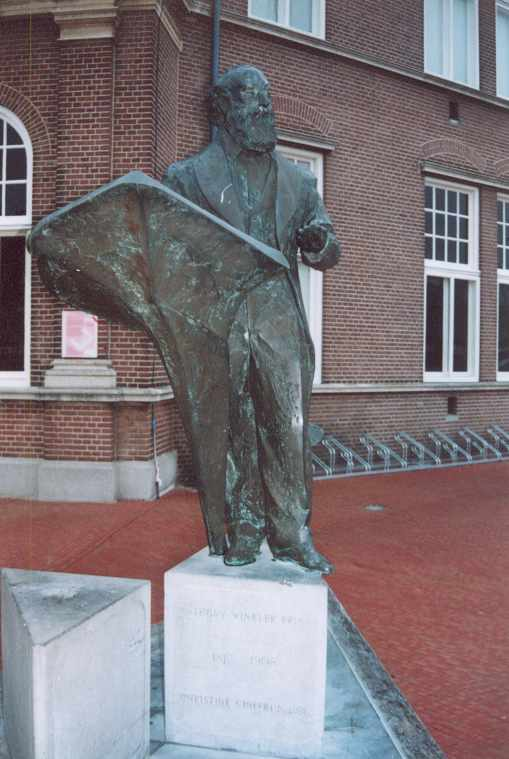
Standbeeld van Anthony Winkler Prins, overleden in 1908

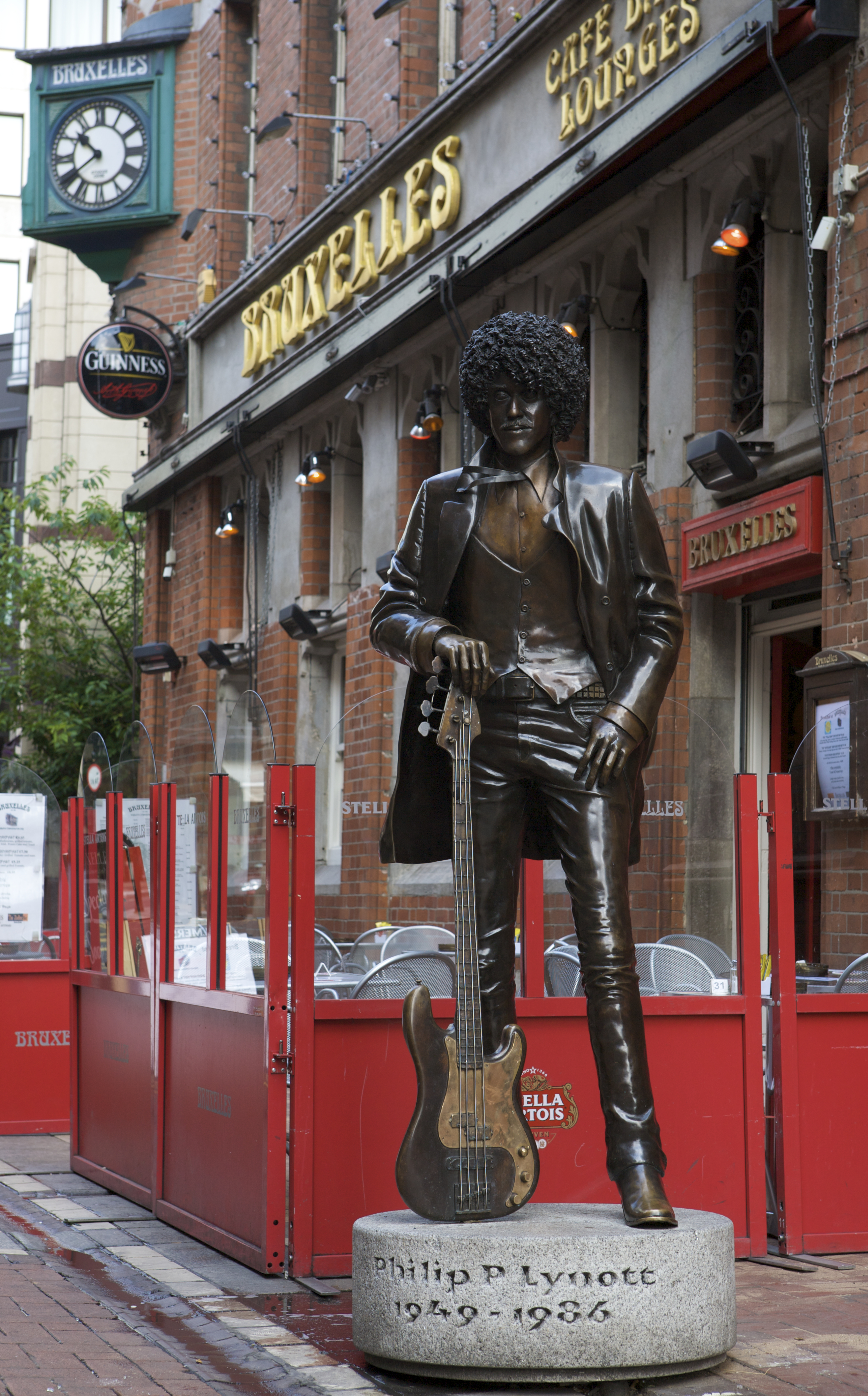
Standbeeld van Phil Lynott, overleden in 1986

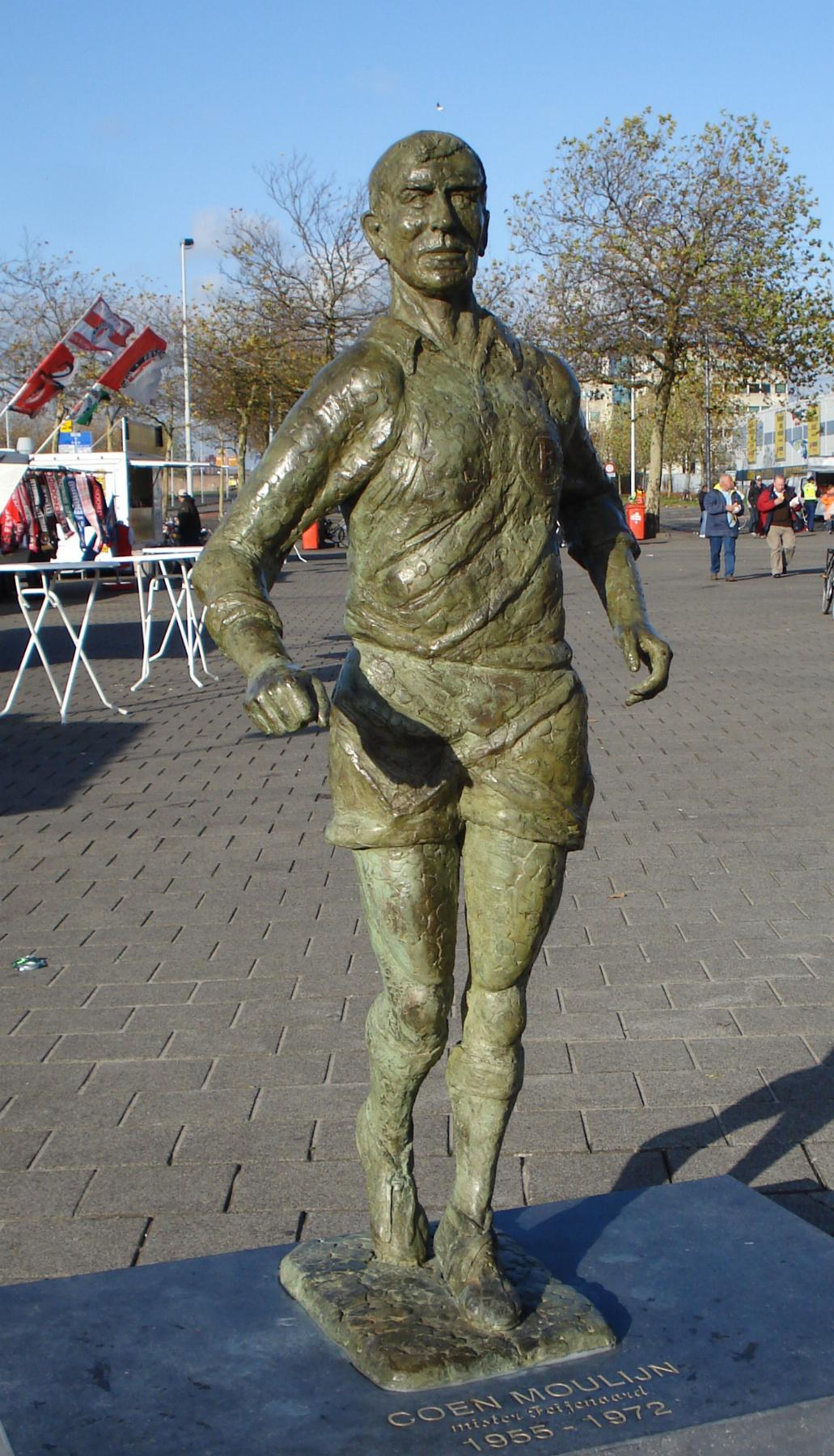
Standbeeld van Coen Moulijn, overleden in 2011

- 1066 - Eduard de Belijder (62), de voorlaatste Saksische koning van Engeland
- 1798 - Giuseppe Giordani (46), Italiaans componist
- 1857 - François-Jean Wyns de Raucour (77), Belgisch politicus
- 1872 - Robert Dennis Chantrell (78), Brits architect
- 1891 - Charles Samuel Keene (67), Engels illustrator en karikaturist
- 1894 - Johan Joseph Faict (80), Belgisch bisschop van Brugge
- 1908 - Anthony Winkler Prins (90), Nederlands schrijver, dichter en dominee
- 1930 - Eduard Study (67), Duits wiskundige
- 1940 - Juan Posadas (55), Filipijns bestuurder en burgemeester van Manilla
- 1941 - Henri Bergson (81), Frans filosoof
- 1942 - Mel Sheppard (58), Amerikaans atleet
- 1943 - Martin Monnickendam (68), Nederlands kunstschilder en tekenaar
- 1945 - Ohara Koson (67), Japans kunstschilder en prentenmaker
- 1946 - Doe Hans (63), Nederlands journalist
- 1952 - Constant Permeke (65), Belgisch expressionistisch kunstschilder
- 1957 - Theodor Körner (83), president van Oostenrijk
- 1960 - Albert Camus (46), Frans filosoof en schrijver
- 1963 - Mozes Salomon Vaz Dias (81), Nederlands journalist en oprichter van een persbureau
- 1965 - T.S. Eliot (76), Amerikaans-Brits dichter en criticus
- 1966 - Inga Artamonova (29), Sovjet-Russisch langebaanschaatsster
- 1968 - Bouke Benenga (79), Nederlands zwemmer en waterpoloër
- 1968 - Joseph Pholien (83), Belgisch politicus
- 1969 - Montague Phillips (73), Brits componist
- 1971 - Conrado Benitez (81), Filipijns schrijver, journalist en universiteitsbestuurder
- 1973 - Alex de Haas (76), Nederlands cabaretier
- 1979 - Peter Frankenfeld (65), Duits presentator, acteur, zanger en entertainer
- 1983 - Jan Boer (83), Gronings dichter
- 1985 - Lovro von Matačić (85), Joegoslavisch componist en dirigent
- 1985 - Wim Bos Verschuur (80), Surinaams politicus, schrijver en kunstenaar
- 1986 - Christopher Isherwood (81), Brits-Amerikaans schrijver
- 1986 - Phil Lynott (36), Iers zanger
- 1986 - Alfred Schlemm (91), Duits generaal
- 1986 - Frits Schutte (88), Nederlands zwemmer
- 1990 - Harold Eugene Edgerton (86), Amerikaans professor en uitvinder
- 1990 - Alberto Lleras Camargo (83), Colombiaans politicus en diplomaat
- 1990 - Frans van Schaik (82), Nederlands zanger
- 1990 - Wim Volkers (90), Nederlands voetballer
- 1998 - Francisco Rodrigo (83), Filipijns advocaat, politicus en schrijver
- 2002 - Georg Ericson (82), Zweeds voetballer en voetbalcoach
- 2004 - John Toland (91), Amerikaans historicus en schrijver
- 2005 - Robert Heilbroner (85), Amerikaans econoom
- 2005 - Jan Lavies (102), Nederlands grafisch ontwerper
- 2006 - Sjeik Maktoem III bin Rasjid Al Maktoem (62), emir van Dubai
- 2006 - Nel van Vliet (79), Nederlands zwemster
- 2007 - Walter Goddijn (85), Nederlands theoloog
- 2007 - Steve Krantz (83), Amerikaans (televisie)filmproducent en schrijver
- 2007 - Sandro Salvadore (67), Italiaans voetballer
- 2007 - Jan Schröder (65), Nederlands profwielrenner
- 2007 - Marais Viljoen (91), Zuid-Afrikaans politicus
- 2007 - Osman Waqialla (81), Soedanees kunstenaar
- 2008 - Anton P. de Graaff (79), Nederlands schrijver
- 2008 - José Romeiro Cardoso Neto (Romeiro) (74), Braziliaans voetballer
- 2008 - Stefaan Van Bossele (45), Belgisch politie-inspecteur en misdaadauteur
- 2008 - Jens Quistgaard (88), Deens ontwerper
- 2009 - Lei Clijsters (52), Belgisch voetballer
- 2009 - Gert Jonke (62), Oostenrijks dichter en toneelschrijver
- 2010 - Sandro de América (64), Argentijns zanger
- 2010 - Tony Clarke (68), Brits musicus en platenproducer (The Moody Blues)
- 2010 - Donal Donnelly (78), Iers acteur
- 2010 - Johan Ferrier (99), eerste president Suriname
- 2010 - Tsutomu Yamaguchi (93), Japans overlevende van de atoombommen op Hiroshima en Nagasaki
- 2011 - Mick Karn (52), bassist
- 2011 - Coen Moulijn (73), Nederlands voetballer
- 2011 - Gerry Rafferty (63), Schots zanger en liedjesschrijver
- 2011 - Salmaan Taseer (56), Pakistaans politicus
- 2012 - Eve Arnold (99), Amerikaans persfotografe
- 2012 - Kerry McGregor (37), Schots zangeres, liedjesschrijfster en actrice
- 2013 - George Falconer (66), Schots voetballer
- 2013 - Derek Kevan (77), Engels voetballer
- 2013 - Tony Lip (82), Amerikaans acteur
- 2014 - Eva Ganizate (28), Frans operazangeres
- 2014 - Pouwel Vos (63), Nederlands marsleider
- 2015 - Pino Daniele (59), Italiaans muzikant, componist en zanger
- 2015 - Lieven Santens (81), Belgisch burgemeester en ondernemer
- 2016 - Michel Galabru (93), Frans acteur
- 2017 - Louw Hoogland (85), Nederlands burgemeester
- 2017 - Tjikkie Kreuger (75), Nederlands beeldhouwster
- 2017 - Georges Prêtre (92), Frans dirigent
- 2017 - Wayne Westner (55), Zuid-Afrikaans golfer
- 2018 - Aharon Appelfeld (85), Israëlisch schrijver
- 2018 - Philipp Jenninger (85), Duits politicus
- 2018 - Ray Thomas (76), Brits muzikant
- 2021 - Lee Heung-Kam (88), Chinees actrice en operaspeelster
- 2021 - Tanya Roberts (65), Amerikaans actrice en model
- 2021 - Barbara Shelley (88), Brits actrice
- 2021 - Gregory Sierra (83), Amerikaans acteur
- 2021 - Antoni Stankiewicz (85), Pools bisschop
- 2021 - Martinus Veltman (89), Nederlands natuurkundige en Nobelprijswinnaar
- 2022 - Rolf-Dieter Amend (72), Duits kanovaarder
- 2022 - Joan Copeland (99), Amerikaans actrice
- 2022 - Aranka Goijert (80), Nederlands politica
- 2022 - Henny Orri (96), Nederlands actrice
- 2023 - Michel Ferté (64), Frans autocoureur
- 2023 - Marie Kovářová (95), Tsjecho-Slowaaks turnster
- 2023 - Rosi Mittermaier (72), Duits alpineskiester
- 2023 - Hans Rebele (79), Duits voetballer
- 2023 - Fay Weldon (91), Brits schrijfster
- 2024 - Glynis Johns (100), Brits actrice, zangeres en danseres
- 2024 - Christian Oliver (51), Duits acteur
- 2024 - David Soul (80), Amerikaans-Brits acteur en zanger
- 2024 - Tomonobu Yokoyama (38), Japans voetballer
- 2025 - Nicolaas Klei (63), Nederlands wijnschrijver
- 2025 - Arrigo Padovan (97), Italiaans wielrenner

## Viering/herdenking

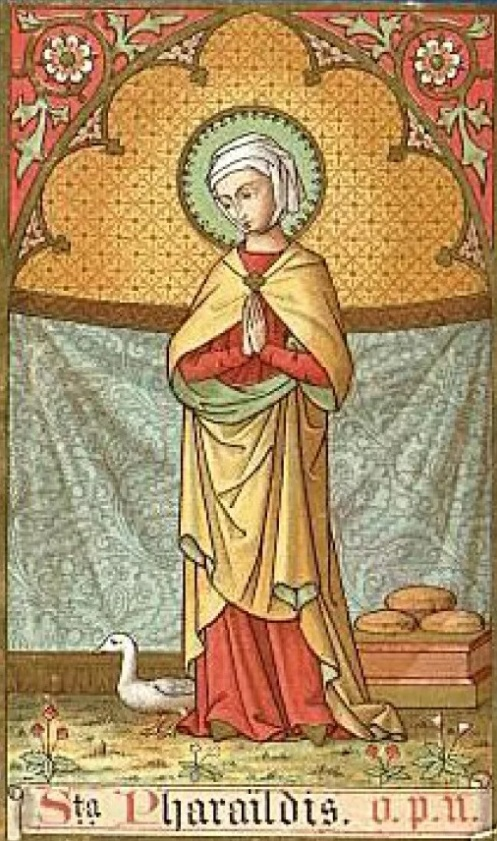
Pharaïldis van Gent

- Myanmar - Onafhankelijkheidsdag (1948)
- Rooms-Katholieke kalender:
  - Heilige Pharaïldis van Gent († c. 740), maagd - Gedachtenis (in Bisdom Gent)
  - Heilige Rigobert (van Reims) († c. 750)
  - Heilige Elizabeth Ann Seton († 1821)
  - Zalige Angela van Foligno († 1309)
- Hoorn: monument aan de Grote Kerk ter herinnering aan vijf gevangenen uit Amsterdam die hier op 4 januari 1945 door de bezetter zijn gefusilleerd.

## Weerextremen

### Nederland
| | Officiële records | Officiële records | Officiële records |      | Landelijke records | Landelijke records | Landelijke records                            |
| Gebeurtenis | Jaar              | Extreem           | Locatie           | Jaar | Extreem            | Locatie            |                                               |
| --- | ----------------- | ----------------- | ----------------- | ---- | ------------------ | ------------------ | --------------------------------------------- |
| Laagste etmaalgemiddelde temperatuur (°C) | 1979              | −7,6              | De Bilt           |      | 1979               | −15,2              | Eelde                                         |
| Hoogste etmaalgemiddelde temperatuur (°C) | 2023              | 11,6              | De Bilt           |      | 2023               | 11,7               | Gilze-Rijen, Schiphol, Voorschoten, Westdorpe |
| Laagste minimumtemperatuur (°C) | 1908              | −13,6             | De Bilt           |      | 1979               | −21,5              | Eelde                                         |
| Hoogste minimumtemperatuur (°C) | 1948              | 9,7               | De Bilt           |      | 2023               | 9,8                | Westdorpe                                     |
| Laagste maximumtemperatuur (°C) | 1979              | −4,4              | De Bilt           |      | 1941               | −7,0               | Maastricht                                    |
| Hoogste maximumtemperatuur (°C) | 1999              | 13,0              | De Bilt           |      | 1999               | 13,7               | Westdorpe                                     |
| Hoogste uurgemiddelde windsnelheid (m/s) | 1998              | 14,0              | De Bilt           |      | 1998               | 26,0               | IJmuiden                                      |
| Hoogste windstoot (m/s) | 1983              | 27,8              | De Bilt           |      | 1998               | 35,0               | IJmuiden                                      |
| Langste zonneschijnduur (uur) | 1940              | 7,0               | De Bilt           |      | 1956               | 7,1                | Vlissingen                                    |
| Langste neerslagduur (uur) | 1963              | 16,8              | De Bilt           |      | 1963               | 16,8               | De Bilt                                       |
| Hoogste etmaalsom van de neerslag (mm) | 2023              | 12,5              | De Bilt           |      | 2023               | 24,0               | Stavoren                                      |
| Laagste etmaalgemiddelde relatieve vochtigheid (%) | 2002              | 58                | De Bilt           |      | 2002               | 52                 | Arcen                                         |
| Laagste uurwaarde luchtdruk op zeeniveau (hPa) | 1919              | 978,7             | De Bilt           |      | 1919               | 976,0              | Vlissingen                                    |
| Hoogste uurwaarde luchtdruk op zeeniveau (hPa) | 1909              | 1041,5            | De Bilt           |      | 1909               | 1042,3             | Maastricht                                    |
| Officiële records worden altijd gemeten op het KNMI-weerstation in De Bilt. Landelijke records kunnen worden gemeten op elk officieel KNMI-weerstation in Nederland. |                   |                   |                   |      |                    |                    |                                               |

Uitzonderlijke gebeurtenissen
- 1924 - Officieel laagste minimumtemperatuur in °C van het jaar gemeten in De Bilt: −10,6. Samen met 5 januari
- 2024 - Landelijk hoogste minimumtemperatuur in °C van januari dit jaar gemeten in Vlissingen: 8,4 (voorlopig). Samen met 2 en 3 januari

### België
Dagrecords
- 1894 - Laagste etmaalgemiddelde temperatuur −10,2 °C
- 2023 - Hoogste etmaalgemiddelde temperatuur 11,2 °C[13]
- 1871 - Laagste minimumtemperatuur −12,7 °C
- 1999 - Hoogste maximumtemperatuur 13,5 °C
- 1903 - Hoogste etmaalsom van de neerslag 24,9 mm

Uitzonderlijke gebeurtenissen
- 2004 - Minimumtemperaturen liggen overal onder –5 °C. In Hove is –5,3 °C de hoogst gemeten waarde, in Marvie (Bastenaken) zakt het minimum tot –17,0 °C.

<< · 1 · 2 · 3 · 4 · 5 · 6 · 7 · 8 · 9 · 10 · 11 · 12 · 13 · 14 · 15 · 16 · 17 · 18 · 19 · 20 · 21 · 22 · 23 · 24 · 25 · 26 · 27 · 28 · 29 · 30 · 31 · >>